# Naviforme Alemany
Pour les articles homonymes, voir Alemany (homonymie).
Le naviforme Alemany est un naviforme situé près de la localité de Magaluf, sur le territoire communal de Calvià, sur l'île de Majorque, dans l'archipel des Baléares, en Espagne. L'édifice correspond à une construction à usage domestique datée de l'Âge du bronze.

## Historique
L'édifice a été découvert à la fin des années 1960, lors des travaux de construction de la route reliant Magaluf et Sol de Mallorca. Il tient son nom du propriétaire de la parcelle où il a été découvert, Luis Alemany, qui a par ailleurs financé les premiers travaux de fouilles dirigés par Catalina Enseñat en 1971. Le Conseil de l'île de Majorque a procédé à de nouvelles fouilles en 1997, 1998 et 2003. Le site a été restauré en 2010-2012.
L'édifice est classé  Bien d'intérêt culturel depuis 1966 sous la référence RI-51-0001866.

## Le site
Le site offre une vue dominante sur les terres environnantes. Il ne comporte qu'un seul édifice mais il est vraisemblable que d'autres bâtiments, désormais disparus, existaient à l'origine. Il est situé à proximité d'autres sites préhistoriques, tels que les  grottes artificielles de Son Massot, situées à 350 m au nord-ouest, celles de Cala Salomó, situées à moins d'un kilomètre, le village naviforme de Son Ferrer et le tumulus de Son Ferrer. En raison de sa proximité avec la mer, le site était probablement en contact avec d'autres villages par voie maritime.

## Description
C'est l'un des plus grands naviformes majorquins. Il mesure environ 19 m de longueur pour une largeur maximale de 4,10 m dans la partie centrale. L'édifice a été construit en appareil cyclopéen avec un mur à double parement. Certaines pierres mesurent plus de 2 m de long. Le mur extérieur a été conservé sur environ 1,50 m de hauteur. Les murs latéraux du naviforme ont une épaisseur moyenne de 2,40 m. Des restes de la toiture, constituée de branchages et de boue, ont été trouvés lors des fouilles de 1971. L'entrée, au sud, est prolongée par un couloir de 1,10 m de large, légèrement plus long côté gauche (2,40 m) que côté droit (2,10 m). Le sol de ce couloir était recouvert d'une couche d'argile et de dalles qui délimitaient une petite zone pavée. Le sol de la pièce principale était également recouvert d'une couche d'argile. L'édifice ayant été construit sur une pente, il a été nécessaire de compenser l'inclinaison du sol par des aménagements supplémentaires : à l'intérieur, un dallage a été posé vers le fond de la pièce principale pour égaliser le niveau du sol et à l'extérieur, un second mur a été construit selon la même technique cyclopéenne, sur la moitié arrière du naviforme entourant l'abside, agissant comme un contrefort.

## Matériel archéologique
La fouille a livré un matériel archéologique composé de céramiques hémisphériques, de meules à bas, de poinçons en os et d'objets métalliques. L'étude des formes céramiques documentées lors de la fouille a permis d'approfondir les connaissances sur la céramique de l'Âge du bronze ancien dans les îles Baléares, qui jusqu'alors étaient plutôt limitées aux contextes funéraires. Il s'agit de céramiques hémisphériques, certaines comportant des empreintes de lèvres en guise d'éléments décoratifs. Parmi les autres découvertes intéressantes, on peut noter trois bracelets d'archer ou polissoirs, un bloc de pierre polie avec trois petites cavités, qui a été interprété comme un bétyle ou un objet à signification religieuse, une calcédoine polie et un élément de faucille en silex tabulaire avec des sculptures sur les deux côtés. À l'intérieur de l'édifice, deux zones de combustion ont été documentées, associées à d'abondants restes osseux qui semblent témoigner d'une intense activité culinaire. 
En l'absence de datation par le carbone 14, il n'a pas été possible d'établir une chronologie précise. Cependant, le matériel archéologique documenté sur le site permet d'affirmer l'existence d'un premier niveau d'occupation, qu'il convient de situer chronologiquement à l'Âge du bronze ancien (Naviforme I). La présence de pots à bord triangulaire et de pots à bord plat divergent suggère la possibilité de l'existence d'un second niveau d'occupation, que l'on pourrait situer chronologiquement vers 1400 - 1200 av. J.-C., soit au milieu de l'Âge du bronze (Naviforme II).